# Erdmantje
Die Erdmantjes, auch Eerdmantjes (ostfriesisch: eerdmantjes), sind Figuren der friesischen Mythologie.
Der ostfriesische Schriftsteller Albrecht Janssen verfasste nach der Sage das gleichnamige Kunstmärchen im Jahr 1926. Demnach lebten die Erdmantjes im Plytenberg in Leer und bewachten dort das Gold und das Grab des letzten Friesenkönigs Radbod. Nachts halfen sie den Menschen und erledigten unerkannt Arbeiten, bis eines Tages ein Bauer den Schatz rauben wollte und ein Loch in den Hügel grub. Den Erdmantjes gelang es nicht, den Menschen zu vertreiben, daher beschlossen sie, über die Ems zu fliehen. Als der Bauer mit seiner Beute nach Hause fahren wollte, erschien ein Wasserkerl bei der Überfahrt einer Brücke, und dieser zog ihn mitsamt dem Schatz von König Radbod in den Fluss.